# Associazione Calcio Lanciano 1988-1989
Questa pagina raccoglie le informazioni riguardanti l'Associazione Calcio Lanciano nelle competizioni ufficiali della stagione 1988-1989.

## Rosa
| N. |                   | Ruolo | Calciatore           |
| -- | ----------------- | ----- | -------------------- |
|    | Italia (bandiera) | D     | Paolo Agabitini      |
|    | Italia (bandiera) |       | Carulli              |
|    | Italia (bandiera) |       | Console              |
|    | Italia (bandiera) | A     | Fulvio Contestabile  |
|    | Italia (bandiera) | P     | Claudio D'Aloisio    |
|    | Italia (bandiera) |       | D'Angelo             |
|    | Italia (bandiera) | A     | Dorinao De Juliis    |
|    | Italia (bandiera) | P     | Domenico Delli Pizzi |
|    | Italia (bandiera) | C     | Piero D'Orazio       |
|    | Italia (bandiera) | D     | Ugo Dragone          |
|    | Italia (bandiera) | C     | Alfredo Fulvi        |
|    | Italia (bandiera) | C     | Giovanni Manari      |
|    | Italia (bandiera) | C     | Felice Mancini       |

| N. |                   | Ruolo | Calciatore           |
| -- | ----------------- | ----- | -------------------- |
|    | Italia (bandiera) |       | Manzi                |
|    | Italia (bandiera) | C     | Mauro Marmaglio      |
|    | Italia (bandiera) | C     | Vincenzo Menconi (I) |
|    | Italia (bandiera) | A     | Mario Menna          |
|    | Italia (bandiera) | D     | Francesco Nocera     |
|    | Italia (bandiera) | D     | Patrizio Paolone     |
|    | Italia (bandiera) | P     | Luca Piochi          |
|    | Italia (bandiera) | C     | Alessandro Porro     |
|    | Italia (bandiera) | C     | Gian Luca Rosato     |
|    | Italia (bandiera) | D     | Edgardo Sanchi       |
|    | Italia (bandiera) | C     | Maurizio Sandri      |
|    | Italia (bandiera) | D     | Vincenzo Scioletti   |
|    | Italia (bandiera) | C     | Roberto Tota         |

## Risultati

### Campionato

#### Girone di andata
| 11 settembre 1988 1ª giornata | Fidelis Andria | 2 – 1 | Lanciano |  |

| 18 settembre 1988 2ª giornata | Lanciano | 1 – 0 | Potenza |  |

| 25 settembre 1988 3ª giornata | Riccione | 1 – 1 | Lanciano |  |

| 2 ottobre 1988 4ª giornata | Lanciano | 0 – 1 | Chieti |  |

| 9 ottobre 1988 5ª giornata | Ternana | 3 – 0 | Lanciano |  |

| 16 ottobre 1988 6ª giornata | Lanciano | 0 – 1 | Trani |  |

| 23 ottobre 1988 7ª giornata | Jesi | 1 – 3 | Lanciano |  |

| 30 ottobre 1988 8ª giornata | Teramo | 0 – 0 | Lanciano |  |

| 6 novembre 1988 9ª giornata | Lanciano | 2 – 1 | Bisceglie |  |

| 13 novembre 1988 10ª giornata | Gubbio | 2 – 1 | Lanciano |  |

| 20 novembre 1988 11ª giornata | Lanciano | 0 – 0 | Giulianova |  |

| 27 novembre 1988 12ª giornata | Celano | 1 – 0 | Lanciano |  |

| 4 dicembre 1988 13ª giornata | Lanciano | 2 – 1 | Fano |  |

| 11 dicembre 1988 14ª giornata | Lanciano | 2 – 1 | Fasano |  |

| 18 dicembre 1988 15ª giornata | San Marino | 1 – 1 | Lanciano |  |

| 31 dicembre 1988 16ª giornata | Lanciano | 2 – 0 | Civitanovese |  |

| 8 gennaio 1989 17ª giornata | Martina | 2 – 1 | Lanciano |  |

#### Girone di ritorno
| 15 gennaio 1989 18ª giornata | Lanciano | 0 – 0 | Fidelis Andria |  |

| 22 gennaio 1989 19ª giornata | Potenza | 0 – 0 | Lanciano |  |

| 5 febbraio 1989 20ª giornata | Lanciano | 1 – 0 | Riccione |  |

| 12 febbraio 1989 21ª giornata | Chieti | 0 – 0 | Lanciano |  |

| 19 febbraio 1989 22ª giornata | Lanciano | 1 – 0 | Ternana |  |

| 5 marzo 1989 23ª giornata | Trani | 1 – 1 | Lanciano |  |

| 12 marzo 1989 24ª giornata | Lanciano | 0 – 0 | Jesi |  |

| 19 marzo 1989 25ª giornata | Lanciano | 0 – 0 | Teramo |  |

| 25 marzo 1989 26ª giornata | Bisceglie | 1 – 0 | Lanciano |  |

| 9 aprile 1989 27ª giornata | Lanciano | 2 – 1 | Gubbio |  |

| 16 aprile 1989 28ª giornata | Giulianova | 3 – 1 | Lanciano |  |

| 23 aprile 1989 29ª giornata | Lanciano | 0 – 0 | Celano |  |

| 30 aprile 1989 30ª giornata | Fano | 5 – 0 | Lanciano |  |

| 14 maggio 1989 31ª giornata | Fasano | 3 – 0 | Lanciano |  |

| 21 maggio 1989 32ª giornata | Lanciano | 3 – 3 | San Marino |  |

| 28 maggio 1989 33ª giornata | Civitanovese | 3 – 1 | Lanciano |  |

| 4 giugno 1989 34ª giornata | Lanciano | 0 – 0 | Martina |  |